# Володимирець
Володи́мирець — селище в Україні, центр Володимирецької громади Вараського району Рівненської області розташоване у межиріччі Стиру й Горині, за 100 км від Рівного, з яким зв'язане автомобільним шляхом. Населення становить 9300 осіб (2022). Є вузькоколійна станція Володимирець на лінії Антонівка — Зарічне; відстань до залізничної станції Антонівка (широкої колії) — 18 км.[джерело?]

## Географія
Відстань залізницею до Рівного — 133 км, фізична відстань до Києва — ~305,5 км.
Сусідні населені пункти:

### Клімат
Клімат у Володимирці вологий континентальний («Dfb» за класифікацією кліматів Кеппена). Опадів 598 мм на рік. Найменша кількість опадів спостерігається в березні й сягає у середньому 28 мм. Найбільша кількість опадів випадає в червні — близько 83 мм. Різниця в опадах між сухими та вологими місяцями становить 55 мм. Пересічна температура січня — -5,4 °C, липня — 18,5 °C. Річна амплітуда температур становить 23,9 °C.
| Клімат Володимирця                | Клімат Володимирця | Клімат Володимирця | Клімат Володимирця | Клімат Володимирця | Клімат Володимирця | Клімат Володимирця | Клімат Володимирця | Клімат Володимирця | Клімат Володимирця | Клімат Володимирця | Клімат Володимирця | Клімат Володимирця | Клімат Володимирця |
| Показник                          | Січ.               | Лют.               | Бер.               | Квіт.              | Трав.              | Черв.              | Лип.               | Серп.              | Вер.               | Жовт.              | Лист.              | Груд.              | Рік                |
| Середній максимум, °C             | −2,4               | −1,4               | 3,3                | 12,2               | 19,1               | 22,7               | 23,8               | 22,9               | 18,1               | 11,8               | 4,8                | −0,1               | 11,2               |
| Середня температура, °C           | −5,4               | −4,6               | −0,3               | 7,3                | 13,5               | 17,3               | 18,5               | 17,4               | 13,1               | 7,7                | 2,3                | −2,6               | 7,0                |
| Середній мінімум, °C              | −8,4               | −7,7               | −3,9               | 2,5                | 8,0                | 11,9               | 13,2               | 12,0               | 8,2                | 3,7                | −0,2               | −5,1               | 2,8                |
| Норма опадів, мм                  | 35                 | 30                 | 28                 | 40                 | 57                 | 83                 | 80                 | 64                 | 56                 | 43                 | 41                 | 41                 | 598                |
| --------------------------------- | ------------------ | ------------------ | ------------------ | ------------------ | ------------------ | ------------------ | ------------------ | ------------------ | ------------------ | ------------------ | ------------------ | ------------------ | ------------------ |
| Джерело: Climate-Data.org (англ.) |                    |                    |                    |                    |                    |                    |                    |                    |                    |                    |                    |                    |                    |

## Історія
Час виникнення Володимирця і досі залишається невідомим. Місцеві перекази говорять, що поселення, нібито, заснував промисловець Володимирко, котрий володів руднями, у яких плавили метал з місцевих болотних руд, хоча ця версія, мабуть, має досить пізнє походження. На території селища збереглись залишки давньоруського городища. У поборовому реєстрі Луцького повіту за 1570 рік містечко згадується як «давнє поселення». На той час воно було власністю Івана Кирдея-Мнишинського, пізніше переходить до князів Чорторийських, які згодом за 400 тис. злотих продали його воєводі Казимирові Пацу. В першій половині XVII ст. ним володіють вже князі Четвертинські. У середині століття в містечку вже налічувалося 220 димів. Для захисту населення під час воєнних дій у Володимирці було споруджено оборонний замок.
Волинська родина князів Четвертинських відіграла значну роль у розбудові Володимирця. Багато представників цього княжого роду зберегли батьківську віру й активно боролися проти полонізації та окатоличення. Серед них варто згадати Стефана Яковича Четвертинського, лідера православно-консервативного угрупування української знаті, приятеля гетьмана Петра Сагайдачного, непримиренного противника єзуїтів. Завдяки старанням його сина князя Стефана Стефановича їхнє спадкове містечко Володимирець отримало 4 червня 1667 року королівський привілей на самоврядування за магдебурзьким правом та низку пільг. Містечко тоді стояло пусткою, оскільки мешканці, як зазначено в документі, «через заворушення теперішніх часів» порозбігалися. Щоб відродити економічне життя та привабити нових поселенців, володимирецьких міщан було звільнено на 12 років від сплати чиншів, податків, контрибуцій, жовнірських постоїв та інших повинностей. Місто виводилося з-під юрисдикції воєвод, каштелянів, підкоморіїв, старост та інших королівських урядників, а в усіх своїх справах міщани мали судитися перед війтом або власником міста за «артикулами» магдебурзького права.
Дозволялося також проводити у Володимирці щороку 3 ярмарки: «один на свято грецьке (тобто — православне. — авт.) Нового Року, себто свято св. Василя — на п'ять тижнів, другий — на свято грецьке Вознесіння Господнього — на три тижні, а третій — на Внебовзяття Пресвятої Діви Марії — на шість тижнів»; та щотижневі торги у неділю та п'ятницю. Тому, крім землеробства, населення його займалося ремісництвом і торгівлею. Торгувати сюди приїздили купці з Луцька, Рафалівки, Пінська, Острога, Клевані. Про широкі торговельні зв'язки Володимирця свідчать виявлені знахідки різних монет XVI—XVII століть.
У Володимирці у XVII столітті було велике для свого часу залізоробне підприємство, яке постачалося рудою з села Рудки та інших навколишніх сіл. Виплавляли її на деревному вугіллі. Завдяки цьому тут розвинувся досить рідкісний ливарський промисел — виготовлення дзвонів. Правда, згодом, з поступовим занепадом містечка, це ремесло забулося.
Під час визвольної війни українського народу 1648—1654 рр. населення Володимирця брало участь у селянських заворушеннях. У жовтні 1654 року містечко й замок Володимирець займали українські козацькі полки і російські війська.
За Андрусівським перемир'ям між Річчю Посполитою і Московським царством Володимирець залишився за Польщею. На початку 1705 року у ньому створюється католицька парафія Луцького деканату.
Соціальний і національний гніт, свавілля польської шляхти призводили до занепаду містечка. За сто років кількість будинків у ньому зменшилась наполовину, у 1775 році їх налічувалося всього 118. Населення виїжджало в інші міста, шукаючи собі заробітку на прожиття.
З 1795 року Володимирець входив до Луцького повіту Волинської губернії Росії. Населення займалося землеробством, ремеслами й торгівлею. 1847 року під час інвентарної реформи на Волині до маєтку поміщика Ф. Красицького у Володимирці приписано 575 кріпаків.
Не здійснилися сподівання селян Володимирця одержати землю і позбутися злиднів за реформою 1861 року. У Володимирці реформу проведено лише через 9 років. Викупу підлягало 1187 десятин землі, більшість якої становили луки, вигони та непридатні до обробітку ділянки.
На кінець ХІХ століття у Володимирці була церква, костел, 2 синагоги, 149 будинків і проживало 1083 мешканці. Ще зберігалися сліди замку та валів. Відбувалися щорічно 4 ярмарки. В другій половині XIX і на початку ХХ століття у Володимирці з'являються невеликі підприємства. З 1870 року працював винокурний завод. Згодом повітове земство відкрило невелику черепичну майстерню. Працювали селяни й на лісорозробках — цьому сприяла прокладена напередодні Першої Світової війни вузькоколійна залізниця Антонівка — Хіночі, яка проходила поблизу Володимирця. Праця на цих підприємствах була виснажливою, заробітки мізерні. Володимирець залишався глухим містечком — у 1911 році тут налічувалось 158 дворів. Його жителі все більше страждали від малоземелля. 1913 року поміщику Красицькому належало близько 10 тис. десятин землі, тимчасом 245 селянським господарствам Володимирця і прилеглих хуторів належало лише 1187 десятин сільськогосподарських угідь, включаючи вигони і непридатні землі.
Низьким був рівень охорони здоров'я. Лише в 1913 році земство побудувало у Володимирці невеличку лікарню на 10 ліжок. Було тут ще два приватні лікарі, до яких трудяще населення зверталося рідко через високу плату за обслуговування.
Більшість жителів містечка не знала грамоти. Першу парафіяльну школу відкрито у Володимирці 1874 року. 1908 року її перетворили на двокласне народне училище. В 1914 році його закінчило лише 11 дітей. Був тут ще один клас для дорослих, його відвідувало кілька десятків чоловік. Але переважна більшість населення залишалась неписьменною.
Перша Світова війна лягла важким тягарем на трудящі маси. Багато чоловіків з містечка мобілізували на фронт, де більшість з них загинула. Зростали податки, різні повинності. Все це викликало незадоволення існуючими порядками.
У 1917—1920 рр. Володимирець, як і вся Україна, був ареною Визвольних змагань.
Після підписання Ризького миру урядами більшовицької Росії і Польщі Володимирець майже на два десятиліття опинився під владою Польщі. За роки польської адміністрації ніяких поліпшень в економічному і соціальному становищі Володимирця не відбулося. Містечко перебувало у повній залежності від поміщиків, орендаря та старости. Ніяких змін у благоустрої теж не сталося. Понад три чверті будівель становили дерев'яні хати, вкриті соломою. В них жили малоземельні селяни, панські наймити, дрібні кустарі й крамарі. Єдиним промисловим підприємством залишався невеликий винокурний завод. Соціальне гноблення доповнювалося національними утисками. Українська культура переслідувалася. Трудящі Володимирця фактично були позбавлені можливості здобувати освіту. Щорічно більшість дітей шкільного віку лишалася поза школою. Хоча населення в основному становили українці, викладання в школі здійснювалося польською мовою.
Важко було трудівникові знайти роботу. Біднота, шукаючи порятунку від злиднів, мусила емігрувати в пошуках кращої долі в Америку. До 1939 року з Володимирця емігрувало понад 30 родин.
В 1936 році у Володимирці відбувся селянський страйк, який охопив і навколишні села. Селяни вимагали від поміщиків і орендаря підвищення оплати праці, скасування відробітку на пана, який досяг трьох днів на тиждень, зниження ринкових зборів, цін на промислові товари. Страйкарі висунули також ряд політичних вимог, зокрема наполягали передати панську землю селянам, навчати дітей рідною мовою тощо. Страйк тривав більше трьох місяців (липень-вересень) і завершився поступками панів, які були змушені задовольнити частину економічних вимог селян.
Після об'єднання в 1939 році західноукраїнських земель з Радянською Україною та утворенням районів у тодішній Ровенській області, Володимирець став районним центром і був віднесений до категорії сіл.
Друга Світова війна завдала Володимирцю важких втрат. Вже 3 липня 1941 року містечко було зайняте німецькими військами. За період окупації гітлерівці розстріляли у Володимирці близько двох тисяч осіб, спалили і зруйнували десятки будинків, десятки юнаків і дівчат вивезли на примусові роботи в Німеччину.
Під час Другої світової війни німецький гарнізон у містечку налічував 42 особи, з них 30 поліцаїв.
У липні 1941 року після прийняття Акту проголошення Української Держави (30 червня) у Володимирці поряд із низкою сусідніх містечок за ініціативи місцевого керівництва ОУН(б) відбулося проголошення державності України. Володимирець входив до військової округи «Заграва» регіональної групи УПА-Північ. 7 лютого 1943 року перша сотня УПА під командуванням Коробки вщент розгромила німецький гарнізон, що дислокувався у цьому містечку, та знищила станицю німецької жандармерії.
16 травня 1943 року партизанське з'єднання під командуванням І. Федорова розгромило гарнізон, що перебував у Володимирці. 12 січня 1944 року Володимирець був зайнятий частинами 1-го Українського фронту.
В ніч з 23 на 24 лютого 1944 року Володимирець знову атакував загін УПА. Близько 400 партизанів оточили будівлю місцевого райвідділу НКВС. УПА закликала спочатку кинути зброю, а потім відкрила вогонь. Бій тривав 2,5 години, не зумівши взяти будівлю штурмом, упівці відступили. Совєти за власними данними, втратили чотирьох убитих і 7 поранених. Серед загиблих були, серед іншого, командир взводу винищувального батальйону Самицький.
У післявоєнний період Володимирець відбудовувався і розвивався відповідно до свого статусу районного центру сільськогосподарського регіону Радянської України. У 1957 році Володимирець був віднесений до категорії селищ міського типу.
12 червня 2020 року, відповідно до розпорядження Кабінету Міністрів України № 722-р від «Про визначення адміністративних центрів та затвердження територій територіальних громад Рівненської області», увійшло до складу Володимирецької селищної громади.
19 липня 2020 року, в результаті адміністративно-територіальної реформи та ліквідації Володимирецького району, село увійшло до складу Вараського району.

## Населення
За переписом населення 2001 року у Володимирці проживало 8867 осіб.
Станом на 1 січня 2019 року, населення становить 9300 осіб.
| 1959  | 1970  | 1979  | 1989  | 1992     | 2001  | 2006  | 2010  | 2014  | 2024  |
| ----- | ----- | ----- | ----- | -------- | ----- | ----- | ----- | ----- | ----- |
| 3 124 | 4 876 | 6 951 | 8 395 | 8,5 тис. | 8 867 | 8 739 | 8 829 | 9 051 | 8 699 |

### Мова
Розподіл населення за рідною мовою за даними перепису 2001 року:
| Мова       | Відсоток |
| ---------- | -------- |
| українська | 99,21 %  |
| російська  | 0,63 %   |
| білоруська | 0,1 %    |
| молдовська | 0,03 %   |
| гагаузька  | 0,01 %   |
| польська   | 0,01 %   |

## Органи влади
Місцеві органи влади представлені Володимирецькою селищною радою, яка входить до складу Рівненської області України.
Селищний голова — Ковенько Василь Васильович. До селищної ради входить 26 депутатів.

## Символіка
2 жовтня 1997 року Володимирецька селищна рада своїм рішенням затвердила сучасний герб і прапор Володимирця.
Герб: у синьому полі щита срібний півмісяць ріжками вниз, у нього встромлено зверху два золоті мечі, вгорі — золотий дзвін, внизу золота 6-променева зірка; щит увінчує срібна міська корона.
Прапор: квадратне жовте полотнище, від древка до середини вільного краю йде синій клин, на якому білий півмісяць ріжками вниз, у нього встромлено зверху два жовті мечі, вгорі — жовтий дзвін, внизу — жовта 6-променева зірка.
У цих символах підкреслюється роль князів Четвертинських у розвитку Володимирця (гілка роду Четвертинських, котра володіла цим містечком, використовувала герб із зображенням півмісяця ріжками вниз, у якого встромлено два мечі, знизу — 6-променева зірка), його значення як укріпленого поселення та вказується на характерний місцевий промисел (дзвін є символом пильності та оборони від ворогів, а також означає давнє ливарне ремесло).

## Персоналії

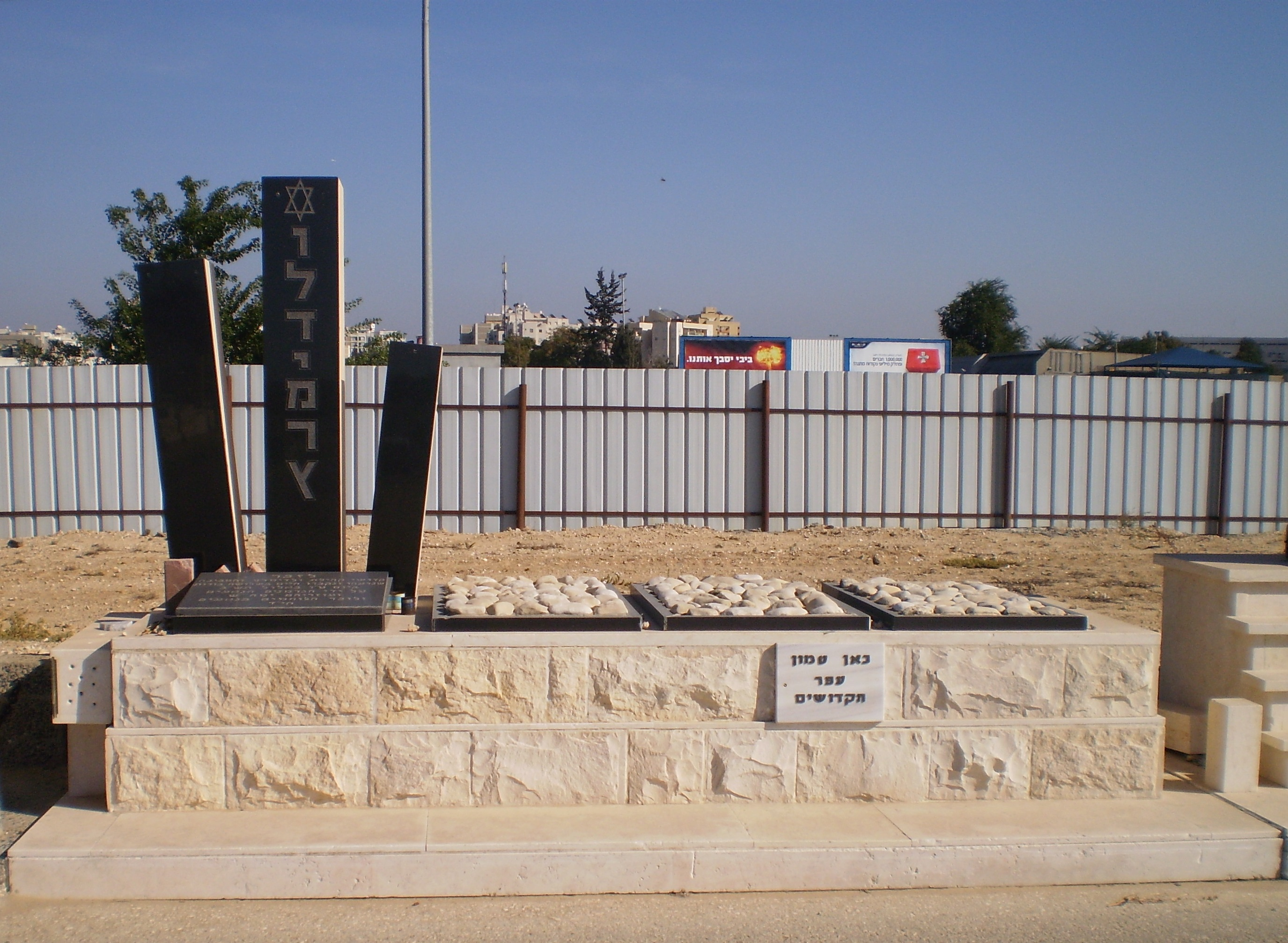
Меморіал, присвячений містянам-жертвам Голокосту (Холон, Ізраїль)

### Народились
- Максим Кідрук — письменник, мандрівник, за освітою інженер-енергетик. Написав 11 книг (7 художніх, 4 — на технічну тематику), співучасник акції «На Зеландію!» разом із Сергієм Притулою, автор ролика «Азаров, ай-яй-яй!». Загалом побував у 30 країнах.
- Микола Ковалінас — український композитор, музикознавець, педагог, кандидат мистецтвознавства.
- Микола Левчук — український архітектор, член Національної спілки архітекторів України, дійсний член Академії архітектури України, член комітету по Державних преміях України в галузі архітектури, народний архітектор України. Автор понад 100 проектів громадських споруд, житлових будінків та комплексів. Основні роботи: станція метро «Площа Льва Толстого» у Києві (1981), готель «Турист» у Києві (1978), Патріарший собор Воскресіння Христового у Києві (2000).
- Небор Андрій Ігорович (1979—2022) — старший сержант Збройних сил України учасник російсько-української війни.
- Рибак Олег Васильович — лікар-анестезіолог відділення анестезіології та інтенсивної терапії КНП «Центральна міська лікарня» РМР, військовий лікар, учасник російсько-української війни.
- Леся Цуренко — українська тенісистка-професіонал з 2007 року, володарка чотирьох титулів WTA в одиночному розряді.
- Юрій Шевчук — кандидат філологічних наук, викладач української мови у Колумбійському університеті та Гарварді. Автор найновішого інтерактивного підручника для американських університетів «Українська для початківців» (англ. Beginner's Ukrainian), член Американської асоціації славістичних досліджень, Американської асоціації викладачів слов'янських та східноєвропейських мов, Наукового товариства імені Шевченка (Нью-Йорк), Української вільної академії наук (Нью-Йорк), Національної спілки кінематографістів України.

## Засоби масової інформації
Володимирець.City  — міське інтернет-видання, запущене у жовтні 2018 року колективом редакції газети «Володимирецький вісник» та Агенцією розвитку локальних медіа «Або»

#### Книги
- Коротун І. М., Коротун Л. К. Географія Рівненської області в 3-х частинах. — Рівне, 1996. — 274 с.